# Marina Miletić
Marina Miletić (Vukovar, 21. veljače 1983.) je bivša hrvatska odbojkašica i odbojkaška reprezentativka. Igrala je na poziciji primačice.

## Životopis
Marina Miletić se je rodila 21. veljače 1983. godine u Vukovaru u srpskoj obitelji. Završila je gimnaziju u Vukovaru, društveno-jezični smjer.

## Klubovi
Prve odbojkaške korake načinila je u Vukovaru, za koji je nastupala tijekom svojih gimnazijskih dana (1998. – 2001.). U sezoni 2000./01., dovela je klub do završnog turnira 1.A lige (Lige za prvaka), kada je klub osvojio 4. mjesto. Završetkom gimnazije, prešla je u ŽOK Osijek za koji je nastupala sljedeće dvije sezone (2001. – 2002.). Sljedećih šest sezona nastupa za francuske klubove: Melun-La Rochette (2002. – 2005.), Le Cannet (2005. – 2006.), ASPTT Mulhouse (2006. – 2007.) i ponovno za Le Cannet-Rocheville ↓1 (2007. – 2008.). Poslije inozemne karijere, vratila se je u Hrvatsku, te dvije sezone igrala za Rijeku (2008. – 2010.), te u obje sezone osvojila Prvenstvo Hrvatske (2008./09. i 2009./10.). Nakon toga opet nastupa u inozemstvu: u Rusiji za Dynamo-Jantar (2010. – 2011.), u Azerbajdžanu za Rabitu iz Bakua (2011.), u Turskoj za Sarıyer Belediyesi (2011. – 2012.) i carigradski Galatasaray (2012.), te karijeru završava u češkom VK AGEL-u iz Prostějova (2012. – 2013.).

### Klupski uspjesi

#### Nacionalna prvenstva
| Sezona      | Klub                    | Država      | Liga                                   | Uspjeh                                                              |
| ----------- | ----------------------- | ----------- | -------------------------------------- | ------------------------------------------------------------------- |
| 1998./99.   | ŽOK Vukovar             | Hrvatska    | Druga hrvatska odbojkaška liga za žene | prvak 2. lige - Istok 4. mjesto u kvalifikacijama za 1. ligu        |
| 1999./2000. | ŽOK Vukovar             | Hrvatska    | 1.A hrvatska odbojkaška liga za žene   | 8. mjesto                                                           |
| 2000./01.   | ŽOK Vukovar             | Hrvatska    | 1.A hrvatska odbojkaška liga za žene   | 3. mjesto u regularnom dijelu prvenstva 4. mjesto u Ligi za prvaka  |
| 2001./02.   | ŽOK Osijek              | Hrvatska    | 1.A hrvatska odbojkaška liga za žene   | 4. mjesto u regularnom dijelu prvenstva 1/4 završnice u doigravanju |
| 2002./03.   | ŽOK Osijek              | Hrvatska    | 1.A hrvatska odbojkaška liga za žene   | 7. mjesto u regularnom dijelu prvenstva 1/4 završnice u doigravanju |
| 2003./04.   | Melun-La Rochette       | Francuska   | prvenstvo Francuske                    | finalist                                                            |
| 2004./05.   | Melun-La Rochette       | Francuska   | prvenstvo Francuske                    | 3. mjesto                                                           |
| 2005./06.   | Le Cannet               | Francuska   | prvenstvo Francuske                    | doigravanje za prvaka (grupna faza)                                 |
| 2006./07.   | ASPTT Mulhouse          | Francuska   | prvenstvo Francuske                    | finalist                                                            |
| 2007./08.   | Le Cannet-Rocheville ↓1 | Francuska   | prvenstvo Francuske                    | 4. mjesto                                                           |
| 2008./09.   | ŽOK Rijeka              | Hrvatska    | 1.A hrvatska odbojkaška liga za žene   | prvak                                                               |
| 2009./10.   | ŽOK Rijeka              | Hrvatska    | 1.A hrvatska odbojkaška liga za žene   | prvak                                                               |
| 2010./11.   | Dynamo-Yantar Kalingrad | Rusija      | prvenstvo Azerbajdžana                 | napustila klub u zimskom prijelaznom roku                           |
| 2010./11.   | Rabita Baku             | Azerbajdžan | prvenstvo Azerbajdžana                 | prvak                                                               |
| 2011./12.   | Sarıyer Belediyesi      | Turska      | prvenstvo Turske                       | napustila klub u zimskom prijelaznom roku                           |
| 2011./12.   | Galatasaray             | Turska      | prvenstvo Turske                       | polufinalist                                                        |
| 2012./13.   | VK AGEL Prostějov       | Češka       | prvenstvo Češke                        | prvak                                                               |

#### Kup natjecanja
| Sezona    | Klub                    | Država    | Natjecanje    | Uspjeh    |
| --------- | ----------------------- | --------- | ------------- | --------- |
| 2000./01. | ŽOK Vukovar             | Hrvatska  | Kup Hrvatske  | Finalist  |
| 2007./08. | Le Cannet-Rocheville ↓1 | Francuska | Kup Francuske | finalist  |
| 2008./09. | ŽOK Rijeka              | Hrvatska  | Kup Hrvatske  | pobjednik |
| 2009./10. | ŽOK Rijeka              | Hrvatska  | Kup Hrvatske  | finalist  |
| 2011./12. | Galatasaray Istanbul    | Turska    | Kup Turske    | finalist  |
| 2012./13. | VK AGEL Prostějov       | Češka     | Kup Češke     | pobjednik |

#### Međunarodna natjecanja
| Sezona    | Klub                 | Natjecanje                    | Uspjeh      |
| --------- | -------------------- | ----------------------------- | ----------- |
| 2007./08. | Le Cannet-Rocheville | Kup CEV za žene               | finalist    |
| 2008./09. | ŽOK Rijeka           | MEVZA liga                    | pobjednik   |
| 2009./10. | ŽOK Rijeka           | MEVZA liga                    | 3. mjesto   |
| 2010./11. | Rabita Baku          | Liga prvaka u odbojci za žene | finalist ↓2 |
| 2011./12. | Galatasaray Istanbul | Kup CEV za žene               | Finalist    |

## Reprezentacija
Članica juniorske reprezentacije postala je sa 17 i po godina, 2001. godine, kada ju je izbornik pozvao na pripreme reprezentacije (zbog kojih je naknadno polagala maturski ispit). S juniorskom reprezentacijom sudjelovala je na svjetskom prvenstvu 2001. godine u Santo Domingu, gdje je reprezentacija stigla do četvrtzavršnice, odnosno zauzela 5. mjesto u konačnom poredku.
Za seniorsku reprezentaciju nastupala je od 2002. godine.
Na Europskom prvenstvu 2009. godine u Poljskoj s hrvatskom reprezentacijom zauzima posljednje 4. mjesto u skupini, odnosno posljednje 16. mjesto u ukupnom poredku.
Na Svjetskom prvenstvu 2010. godine u Japanu s hrvatskom reprezentacijom zauzela je 5. mjesto u skupini, odnosno 17. – 20. mjesto u ukupnom poredku.